# 宋家塘街道
宋家塘街道，是中华人民共和国湖南省邵陽市邵东市下辖的一个乡镇级行政单位。

## 行政区划
宋家塘街道下辖以下地区：
荷花社区、公园路社区、广场社区、新辉社区、新铺台社区、泡塘村、麦子口村、丘田村、坦塘村、刘桥村、青龙观村、宋家塘村、金泉村、软塘村、赛田村、湖塘村、檀山铺村、桎木村、高塘村和分水坳村。